# 조시 키턴
조시 키턴(Josh Keaton, 1979년 2월 8일 ~ )은 미국의 배우이자 성우이다.

## 출연 작품
- 프렌즈: 둥지탈출 - 마누 역